# Landru (film, 1963)
Pour les articles homonymes, voir Landru (homonymie).
Pour plus de détails, voir Fiche technique et Distribution.
Landru est un film de procès français, réalisé par Claude Chabrol, sorti en 1963.

## Synopsis
Ce film retrace la vie du tueur en série Henri Désiré Landru. Pendant la Première Guerre mondiale, il séduit des femmes seules et riches. Ayant réussi à leur faire signer une procuration, il les assassine dans sa maison de campagne, puis fait disparaître leurs corps en les brûlant dans un fourneau. Il est arrêté, jugé lors d'un procès retentissant, où il persiste à se dire innocent, et est condamné à mort.

## Fiche technique
- Titre original : Landru
- Réalisation : Claude Chabrol
- Assistant réalisateur : Charles Bitsch, Francis Cognany
- Scénario : Françoise Sagan, Claude Chabrol
- Dialogues : Françoise Sagan
- Décors : Jacques Saulnier
- Costumes : Maurice Albray
- Photographie : Jean Rabier
  - Opérateur : Alain Levent, assisté de Claude Zidi et Michel Humeau
- Son : Julien Coutellier
- Musique : Pierre Jansen (éditions Hortensia), Orchestre Pasdeloup sous la direction de André Girard
- Voix soprano : Françoise Perret
- Montage : Jacques Gaillard, assisté de Monique Gaillard
- Régisseur : Clément Ollier et Roger Scipion
- Ensemblier : Georges Houssaye
- Photographe de plateau : Raymond Cauchetier
- Script : Suzon Faye
- Accessoiriste : Joseph Gerhard
- Maquillage : Louis Bonnemaison
- Coiffures : Maud Begon
- Production : Georges de Beauregard
- Coproduction : Carlo Ponti
- Directeur de production : Bruna Drigo
- Secrétaire de production : Cécile Adam
- Administrateur de production : Jean Lavie
- Sociétés de production : 
  -  : Lux Compagnie Cinématographique de France, Rome-Paris Films
  -  : Compagnia Cinematografica Champion
- Société de distribution : Lux Compagnie Cinématographique de France
- Tirage : Laboratoire G.T.C de Joinville
- Tournage dans les studios de Billancourt
- Pays de production :  France,  Italie
- Langue originale : français
- Format : couleur (Eastmancolor) — 35 mm — 1,37:1 —  son Mono (Système sonore Westrex)
- Genre : Comédie dramatique et biopic
- Durée : 115 minutes
- Tout public
- Dates de sortie : 
  - France : 25 janvier 1963
  - États-Unis : 9 avril 1963 (New York)
- Affiche : Jouineau Bourduge (France)

## Distribution
- Charles Denner : Henri Désiré Landru
- Danielle Darrieux : Berthe Héon
- Michèle Morgan : Célestine Buisson
- Stéphane Audran : Fernande Segret
- Françoise Lugagne : Marie-Catherine Landru
- Juliette Mayniel : Anna Colomb
- Hildegard Knef : Madame X
- Jean-Louis Maury  : Le commissaire Belin
- Denise Provence : Zénaïde Lacoste
- Catherine Rouvel : Andrée Babeley
- Mary Marquet : Marie-Angélique Guillain
- Claude Mansard  : Maître de Moro Giafferi
- Serge Bento : Maurice Landru, le fils
- Robert Burnier : Le président du tribunal
- Mario David : Le procureur général
- Pierre Lafont : Le brigadier Riboulet
- Huguette Forge : Mme Vidal
- Diane Lepvrier : Suzanne Landru, la fille de Landru
- Gisèle Sandré : Georgette
- Sacha Briquet : Le substitut
- Louis Lyonnet  : Un inspecteur
- Philippe Castelli : Un inspecteur
- Pierre Vernier : Un avocat de la partie civile
- Alain Quercy : Un avocat de la partie civile
- Jean-Pierre Melville : Georges Mandel
- Raymond Queneau : Georges Clemenceau
- André Fouché : Le docteur Charles Paul
- Jacques Robiolles : Un juré
- Dominique Zardi : Un gendarme
- Henri Attal : Un gendarme
- Jean-Marie Arnoux : Un spectateur au procès
- Robert Barre
- André Dinot
- Joseph Hindley
- Erich Muller : le professeur de piano
- Jacques Munier
- René Pannetrat
- Bernard Papineau
- Franck Maurice : Un homme au procès
- Louis Saintève : L'assesseur somnolent
- Charles Bayard  : Un juré
- Reine Bartève  : Une spectatrice au procès
- André Badin  : Le gardien de la paix au square
- Michel Charrel
- Véronique Vendell
- Jean Blancheur : Un patriote à l'armistice

## Autour du film
- Christian Lude et Roger Vincent (ce dernier mort en 1959), parfois cités (Catalogues 1961-1965) n'apparaissent pas dans le film. N'apparaît pas non plus dans le film Giulietta Masina qui tourna une séquence, qui fut coupée au montage. Michel Etchevery (le curé dans le train) n'est pas crédité.

- En janvier 1963, Fernande Segret, 70 ans, qui fut la maîtresse de Landru, attaque en justice les producteurs du film. Elle apparaît dans de nombreuses séquences du film sous les traits de Stéphane Audran. Dans le film, lors du procès aux assises, cette dernière est violemment prise à partie par le public qui lui lance une injure grossière. Fernande Segret se dit très éprouvée par cette scène[1]. Elle est partiellement déboutée, le tribunal de la Seine estimant que « Claude Chabrol s'est conformé au scénario pour accomplir une œuvre d'art et a donné une idée juste des relations existant entre Landru et Fernande Segret ». En revanche, il condamne le producteur du film à lui verser 10.000 francs de dommages et intérêts pour « la projection de photographies représentant en gros plan Fernande Segret, à moitié nue, couchée dans un lit, près de Landru[2]. »